# Hieracium asturianum
Hieracium asturianum là một loài thực vật có hoa trong họ Cúc. Loài này được Pau mô tả khoa học đầu tiên năm 1903.